# Лилея (растение)
Лилея (лат. Lilaea) — род водных растений, включённый в семейство Ситниковидные (Juncaginaceae). Включает один вид — Lilaea scilloides.

## Название
Род Лилея был назван в честь французского ботаника Алира Делиля (1778—1850), сопровождавшего Наполеона во время похода в Египет. Видовой эпитет scilloides означает «пролесковидная», подчёркивает некоторое сходство лилеи с этим родом растений. Эпитет subulata, под которым вид Lilaea scilloides был впервые выделен в отдельный род, означает «шиловидная».

## Ботаническое описание

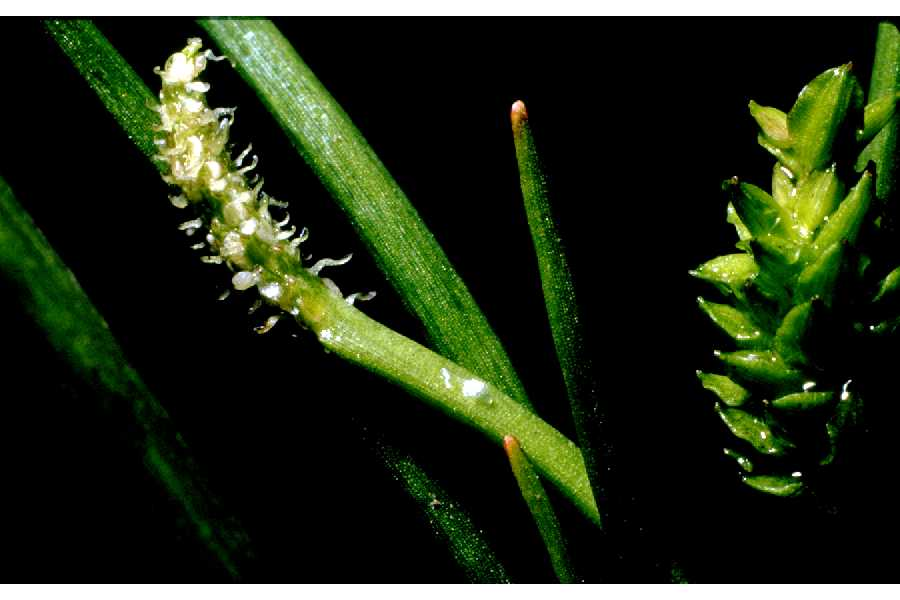
Соцветие лилеи

Лилеи — однолетние травянистые растения до 30 см в высоту, с тонкими короткими корневищами. Листья до 35 см длиной, цилиндрические, прямые, с воздухопроводящей эренхимой. Цветки мелкие, обычно собраны по нескольку в располагающиеся на черешках или сидячие кистевидные соцветия. Большая часть цветков тычиночные, также многочисленны обоеполые цветки. Пыльники сидячие, то есть тычиночные нити не выраженны. Пестичные цветки немногочисленны, располагаются в нижней части соцветий. Некоторые пестичные цветки располагаются отдельно от соцветий. Малозаметные чашелистики линейные, у пестичных цветков могут отсутствовать. Плоды — угловатые орешки.

## Ареал
В природе лилея распространена почти во всей Америке. Также она была занесена в Австралию.

## Таксономия
|  |                                      |  |                                                       |                                                       |                         |  | ещё 13 семейств (согласно Системе APG II) |            |            |                             |
|  |                                      |  |                                                       |                                                       |                         |  |                                           |            |            | один вид, Lilaea scilloides |
|  |                                      |  |                                                       | порядок Частухоцветные                                |                         |  |                                           |            | род Лилея  |                             |
|  |                                      |  |                                                       | порядок Частухоцветные                                |                         |  |                                           |            | род Лилея  |                             |
|  | отдел Цветковые, или Покрытосеменные |  |                                                       |                                                       | семейство Ситниковидные |  |                                           |            |            |                             |
|  | отдел Цветковые, или Покрытосеменные |  |                                                       |                                                       |                         |  |                                           |            |            |                             |
|  |                                      |  | ещё 44 порядка цветковых растений (по Системе APG II) | ещё 44 порядка цветковых растений (по Системе APG II) |                         |  |                                           | ещё 3 рода | ещё 3 рода |                             |
|  |                                      |  |                                                       | ещё 44 порядка цветковых растений (по Системе APG II) |                         |  |                                           |            | ещё 3 рода |                             |

### Синонимы
- Anthericum scilloides (Poir.) Schult. & Schult.f., 1829
- Heterostylus gramineus Hook., 1838
- Lilaea subulata Humb. & Bonpl., 1808typus
- Lilaea superba Rojas Acosta, 1918
- Liliago scilloides (Poir.) C.Presl, 1845
- Phalangium scilloides Poir., 1804basionym
- Triglochin scilloides (Poir.) Mering & Kadereit, 2010